# IC 5034
IC 5034 је спирална галаксија у сазвјежђу Индијанац која се налази на листи објеката дубоког неба у Индекс каталогу.
Деклинација објекта је - 57° 1' 48" а ректасцензија 20h 43m 41,7s. Привидна величина (магнитуда) објекта IC 5034 износи 13,9 а фотографска магнитуда 14,7. IC 5034 је још познат и под ознакама ESO 187-10, PGC 65261.